# Parapet

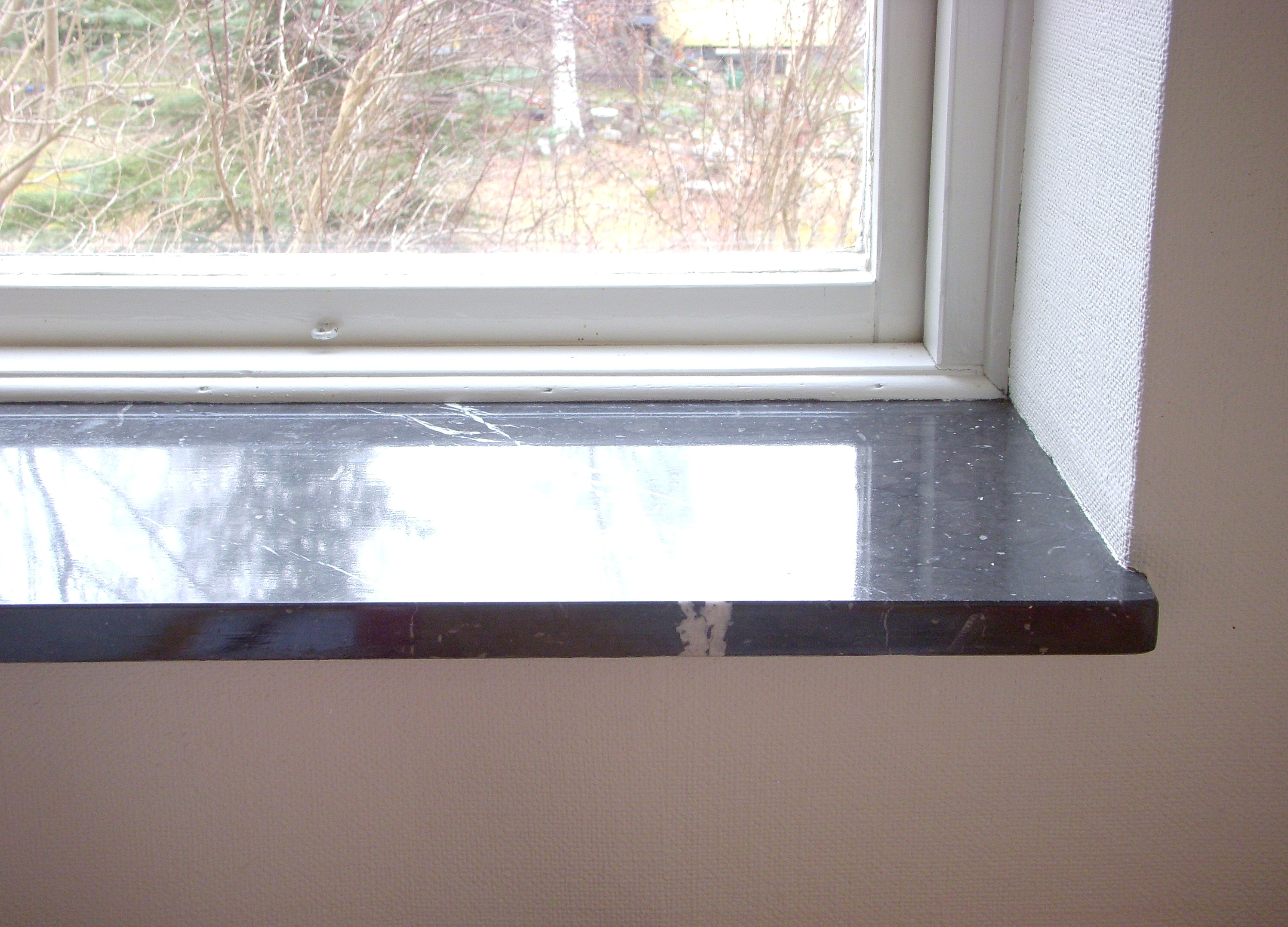
Parapet wewnętrzny

Parapet – poziome wykończenie ściany pod oknem.

## Podział parapetów
- parapety zewnętrzne – umieszczone po stronie zewnętrznej, montowane ze spadkiem na zewnątrz dla ułatwienia odprowadzenia wód deszczowych. Parapety zewnętrzne narażone są na działanie warunków atmosferycznych. Wykonywane są z blach stalowych (ocynkowanych lub powlekanych tworzywem), blach aluminiowych, kamieni sztucznych, kamieni naturalnych (najczęściej granitu), wyklejeń ceramicznych (najczęściej za pomocą klinkieru).
- parapety wewnętrzne – stanowią wykończenie powierzchni w pomieszczeniu. Ponieważ nie są narażone na warunki pogodowe, materiał, z jakiego są wykonane zależy tylko od funkcji pomieszczenia. Najczęściej stosowane materiały to drewno, kamień, kamień sztuczny, tworzywo sztuczne. Można na nich spokojnie siedzieć, gdyż są wystarczająco bezpieczne.